# Pterotricha punctifera
Pterotricha punctifera är en spindelart som beskrevs av Raymond Comte de Dalmas 1921. Pterotricha punctifera ingår i släktet Pterotricha och familjen plattbuksspindlar. Inga underarter finns listade i Catalogue of Life.